# Coleophora kronella
Coleophora kronella é uma espécie de mariposa do gênero Coleophora pertencente à família Coleophoridae.